# Just Keep Eating
Just Keep Eating ("solo sigue comiendo", en inglés) es el único álbum larga duración de la banda de noise rock y post-hardcore Scratch Acid. Fue lanzado en 1986, bajo la discográfica independiente de Texas Rabid Cat. Just Keep Eating, al igual que el catálogo entero de la banda, se encuentra en la compilación The Greatest Gift, ocupando las pistas 9 a la 21.

## Lista de canciones
Just Keep Eating tiene dos pistas sin nombre: la pista #7 y la pista #13. Generalmente son nombradas como "Untitled 1" y "Untitled 2", respectivamente.
1. "Crazy Dan" - 4:13
2. "Eyeball" - 2:06
3. "Big Bone Lick" - 3:48
4. "Unlike a Baptist" - 2:31
5. "Damned for All Time" - 2:05
6. "Ain't That Love" - 2:23
7. (untitled) - 0:29
8. "Holes" - 2:00
9. "Albino Slug" - 3:26
10. "Spit a Kiss" - 2:02
11. "Amicus" - 3:15
12. "Cheese Plug" - 2:45
13. (untitled) - 2:20

## Créditos
- David Yow - voz
- David Wm. Sims - bajo
- Brett Bradford - guitarra eléctrica
- Rey Washam - batería
- Tay Blations - armónica ("Unlike a Baptist")
- Fred Remmert - ingeniería de sonido
- George Horn - masterización